# التهاب الساقط المزمن
التِهاب السَّاقِط المُزمن (بالإنجليزية: Chronic deciduitis) أَو التِهاب الخلايا البلازمية الساقِطي هوَ التِهاب مُزمن يَحدث أثناء الحمل وَيُؤثر على الأنسجة اللحمية لبطانة الرحم (الساقِط).
يَرتبط حدوث الالتهاب مَع الوِلادة المُبكرة، وَيَعتمد تَشخيص الالتهاب بشكل أساسي على وجود الخلايا البلازمية.